# Тогіцу

32°49′44″ пн. ш. 129°50′55″ сх. д. / 32.82889° пн. ш. 129.84861° сх. д.
Тогіцу (яп. 時津町) — містечко в Японії, в повіті Нісіногі префектури Нагасакі.